# San Bernardino, California
San Bernardino este un oraș și sediul comitatului omonim, San Bernardino, din statul California al Statelor Unite ale Americii.

## Vezi și
- Atacul terorist din San Bernardino

1. ↑   https://www.cacities.org/Resources-Documents/Resources-Section/Charter-Cities/Charter_Cities-List, accesat în 7 aprilie 2020 Lipsește sau este vid: |title= (ajutor)
2. ↑   https://www.sbcity.org/city_hall/mayor_s_office, accesat în 16 februarie 2023 Lipsește sau este vid: |title= (ajutor)